# Marianne Richter
Marianne Elisabet Richter Lindroth, född 25 augusti 1916 i Helsingborg, död 24 november 2010 i Mölle, var en svensk keramiker och textilkonstnär. Hon var från 1974 gift med professor Carl H. Lindroth. Dottern Sara är också verksam som textilkonstnär.

## Biografi
Richter var utbildad vid Tekniska skolan i Stockholm. Efter en period vid Hemslöjden i Växjö ombads hon av textilkonstnär Barbro Nilsson, konstnärlig ledare för Märta Måås-Fjetterströms ateljé i Båstad, att börja arbeta där.
Hennes stora produktion består främst av mattor i olika textila tekniker, såsom rya, flossa och gobeläng. Många svenska hem har under 1950- och 1960-talen inretts med maskingjorda ryor av henne. Mattorna "Kolmården" och "Sommargyllen" var mycket omtyckta. De utfördes på Wahlbecks fabriker i Linköping. Svenska ambassaden i Brasilien utsmyckades 1974 med bildvävar utförda av Richter, Ett skepp kommer lastat 210 x 295 cm och Kurbitsar 80 x 330 cm. För FN-huset i New York formgav hon en stor bildväv som dessvärre har förstörts, delvis beroende av flamskyddsmedel.
Marianne Richter har även gjort textila tryck, bland annat dukmönster med fåglar och keramiska föremål. Hennes personligt utformade fåglar med plats för riktiga fågelfjädrar är en "vid-sidan-av"-produktion, ingenting som har funnits i handeln. På senare år gjorde Richter mjuka dockor i olika storlekar med målade, lackerade ansikten med rosiga kinder och finurliga ansiktsuttryck. Marianne Richter avled i Mölle 24 november 2010. 
Richter finns representerad vid bland annat 
Nationalmuseum i Stockholm och Skissernas museum.